# Ammer (přítok Neckaru)
Ammer je říčka v německé spolkové zemi Bádensko-Württembersko. Jedná se o levý přítok řeky Neckar. Délka jejího toku činí 25 km.
Pramení jihozápadně od města Herrenberg. Protéká podél jižního okraje přírodního parku Schönbuch a dále pak městem Herrenberg, obcí Ammerbuch, tübingenskou místní částí Unterjesingen a samotným městem Tübingen. Před tübingenskou místní částí Lustnau se vlévá do řeky Neckar.

## Přítoky
- Aischbach (Herrenberg)
- Kochhartbach (Ammerbuch-Reusten)
- Käsbach (Ammerbuch-Pfäffingen)
- Sulzbach (Ammerbuch-Pfäffingen)
- Enzbach (Unterjesingen)
- Himbach (mezi městem Tübingenem a místní částí Unterjesingen)
- Weilersbach (západní Tübingen)
- Goldersbach (Lustnau)